# Endivie
Die Endivie (Cichorium endivia) ist eine Pflanzenart aus der Gattung der Wegwarten (Cichorium) innerhalb der Familie Korbblütler (Asteraceae). Die Kulturform wird als typischer Spätsommersalat verwendet. Sie wächst in humusreichen Böden in sonniger Lage und hat einen mittleren Nährstoffbedarf.
Die Endivie wurde durch den Verein zur Erhaltung der Nutzpflanzenvielfalt (VEN) zum „Gemüse des Jahres“ 2005 gewählt.

## Beschreibung

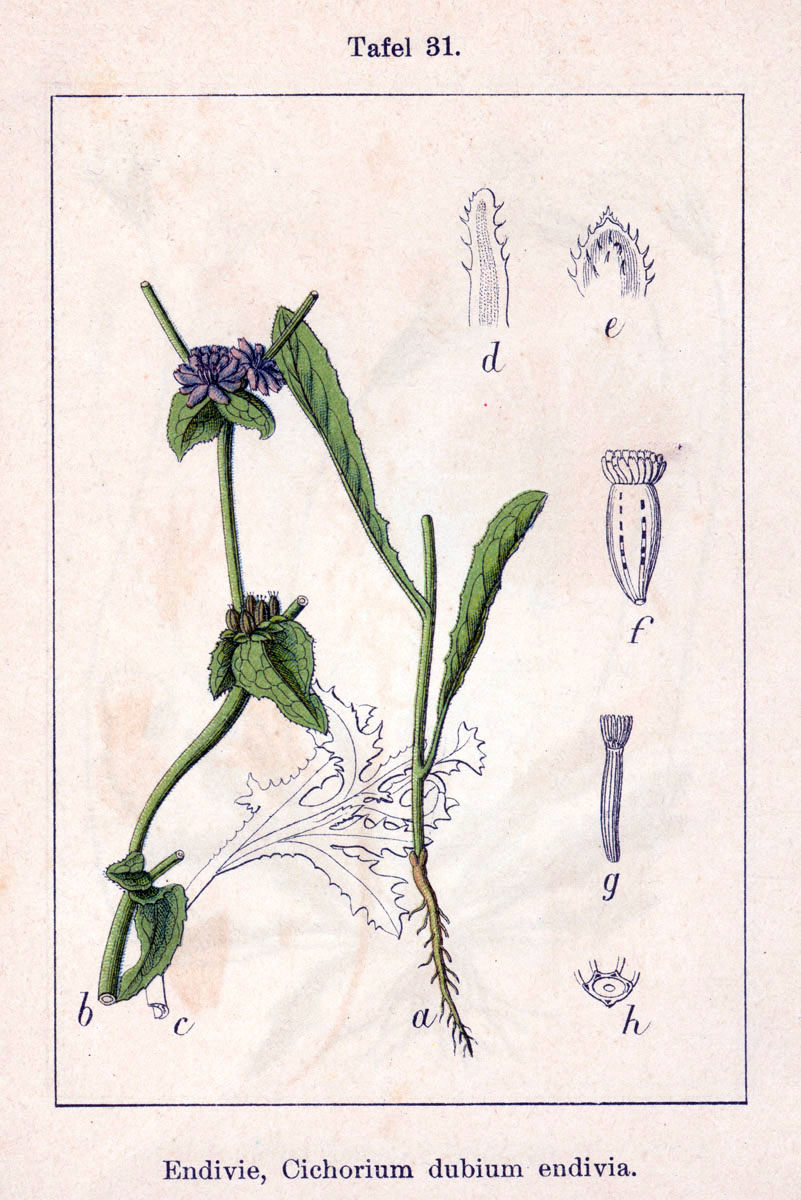
Botanische Illustration der Wildform

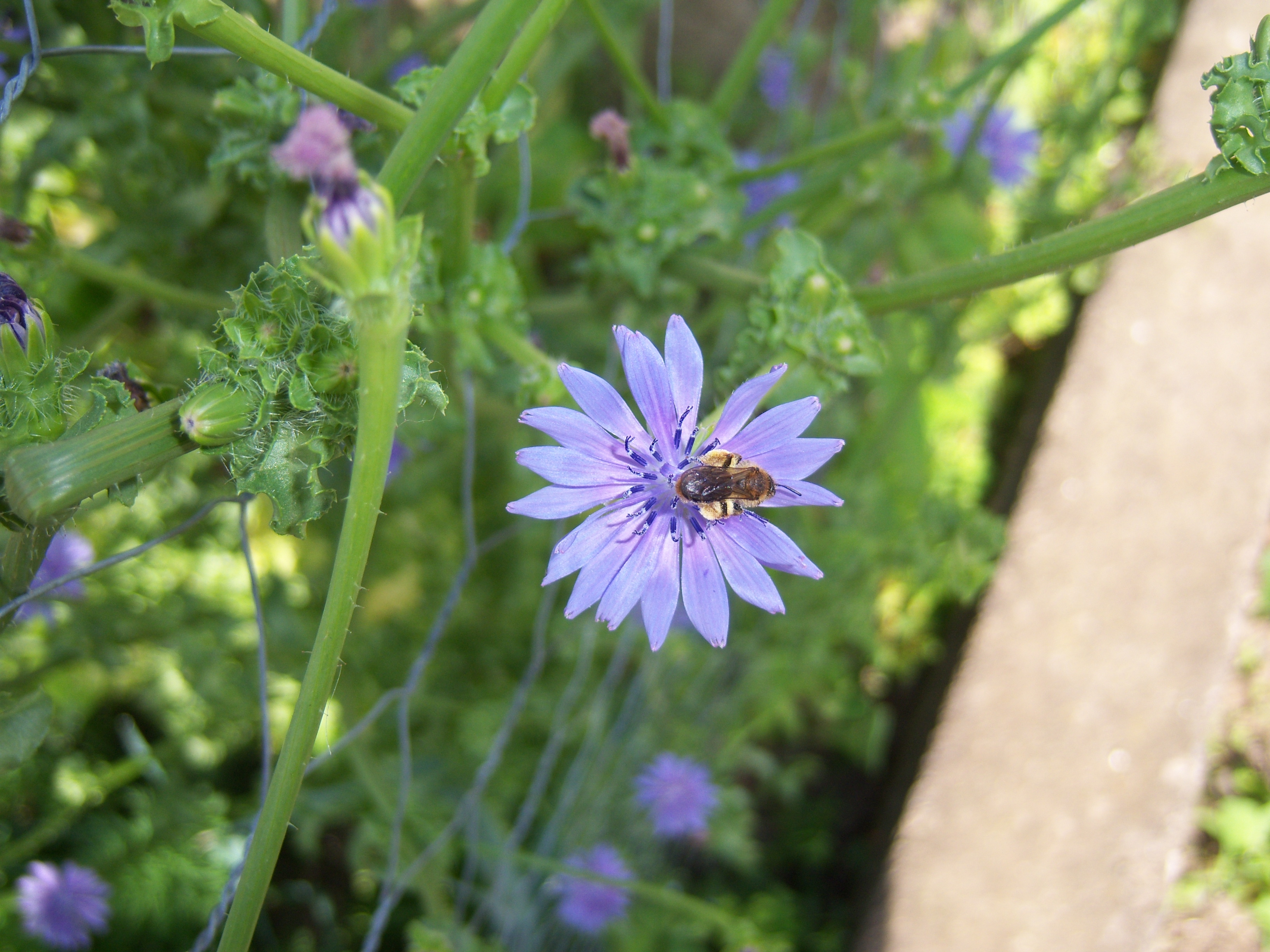
Blütenkorb

### Vegetative Merkmale
Die Endivie ist eine ein- bis zweijährige krautige Pflanze. Sie erreicht in blühendem Zustand Wuchshöhen von 30 bis 70, selten bis 140 Zentimetern.
Sie bildet keine geschlossenen „Salatköpfe“, sondern Rosetten aus relativ dicken Laubblättern. Die Grundblätter sind schwach gezähnt und kahl. Die oberen Stängelblätter sind breit-eiförmig, ihr Blattgrund ist herzförmig stängelumfassend. Bei manchen Sorten sind alle Laubblätter kraus gewellt.

### Generative Merkmale
Die Blütezeit ist von Juli bis Oktober. Der Blütenstandsschaft ist im oberen Bereich keulig verdickt. Die Blütenkörbchen bestehen nur aus Zungenblüten.
Die Achänen sind eilänglich, kantig und besitzen keinen deutlich ausgebildeten Pappus. Der Pappus besteht lediglich aus kurzen Schüppchen mit maximal einem Viertel der Fruchtlänge.
Das Tausendkorngewicht TKG ist: 1,3 bis 1,6 g, bzw. 1 g = 650 bis 750 Korn.
Die Chromosomenzahl beträgt 2n = 36.

## Inhaltsstoffe
Der Geschmack ist aufgrund des Milchsaftes bitter (Bitterstoff Lactucopikrin).
Endiviensalat hat einen verhältnismäßig hohen Gehalt an Mineralstoffen (Kalium, Kalzium) und einigen Vitaminen, vor allem Folsäure und Vitamin A.
Der Gehalt an Ballaststoffen beträgt 15 g/kg, Vitamin C ist mit 90 mg/kg enthalten.

## Vorkommen

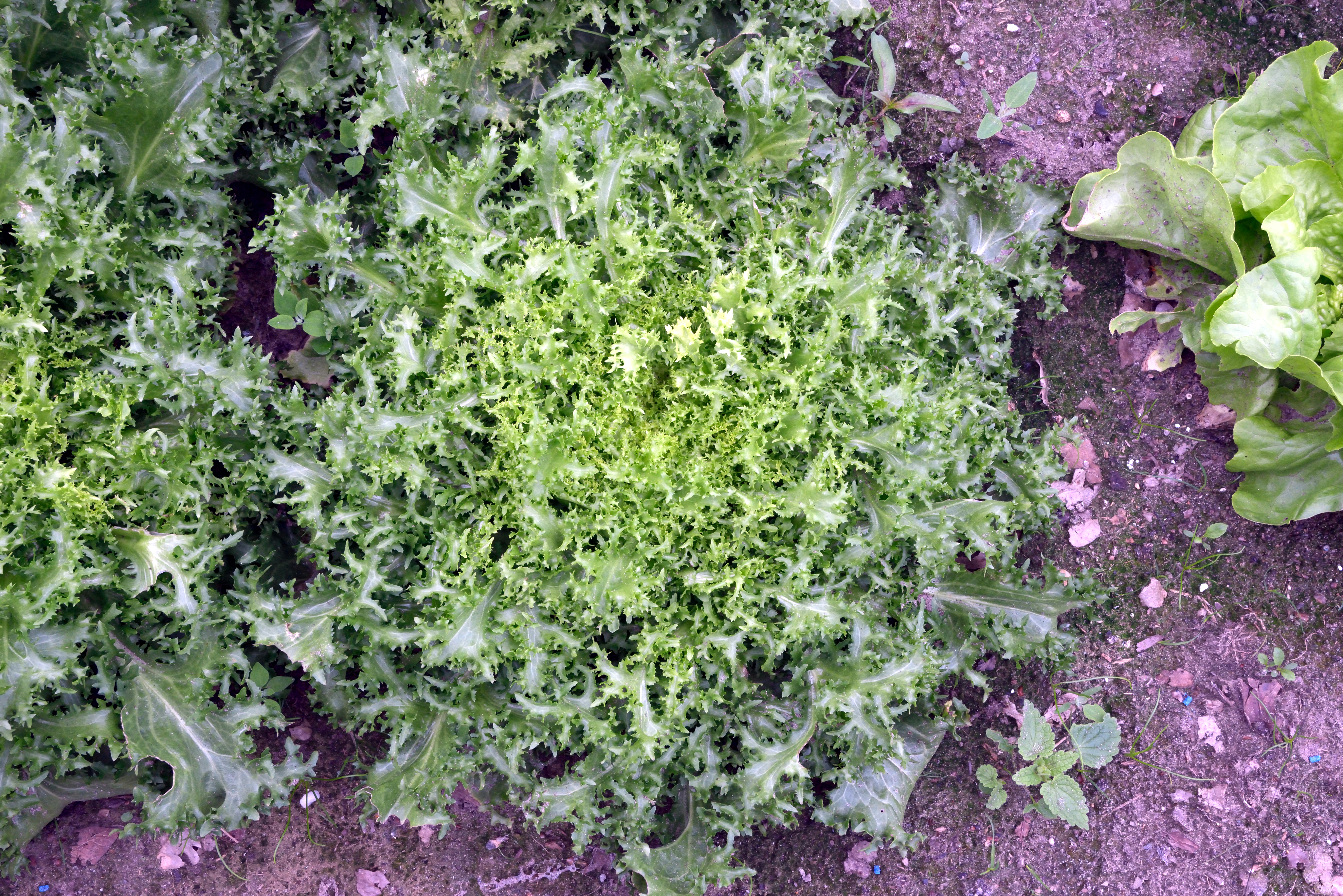
Friséesalat

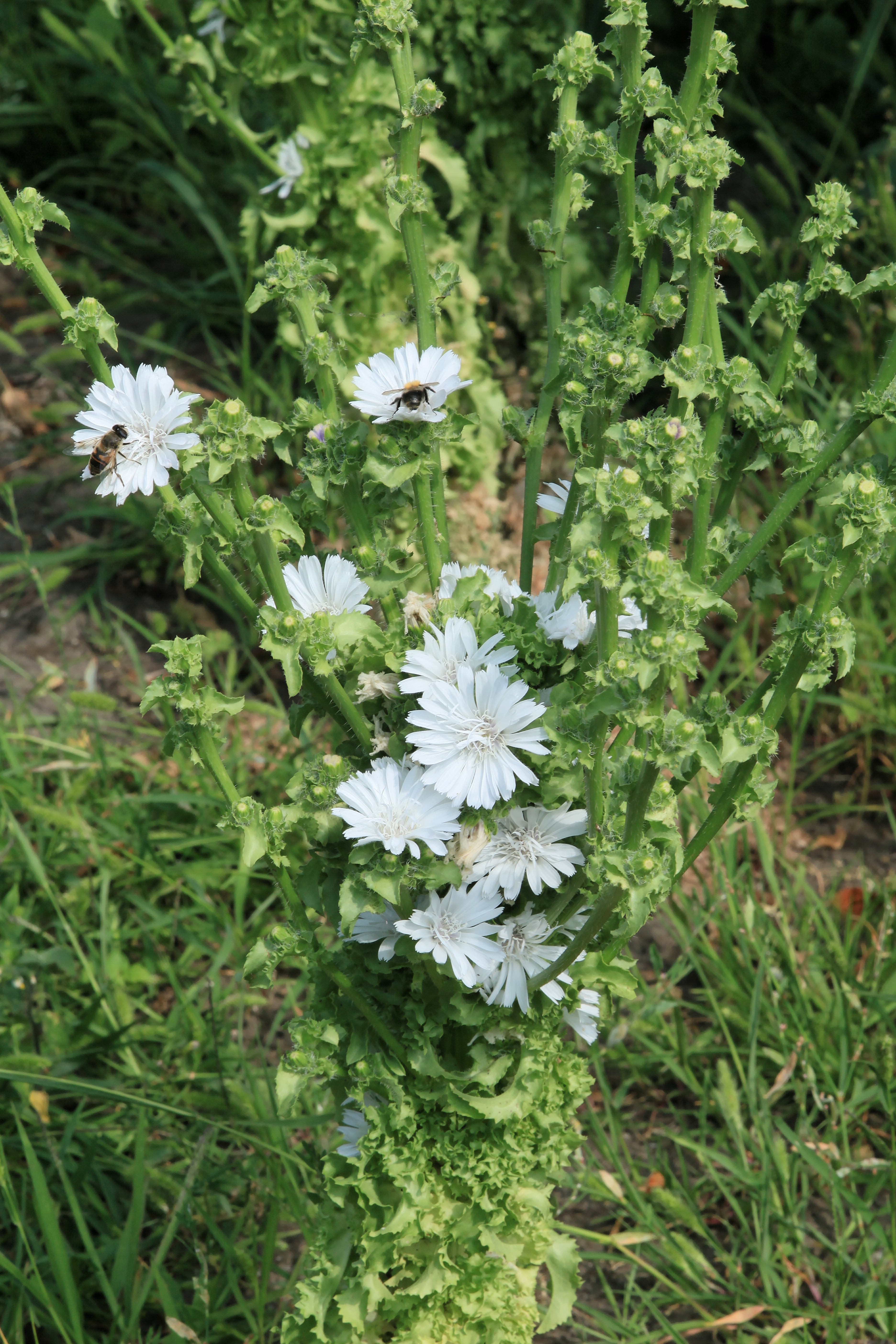
Frisée (Cichorium endivia var. crispum) blühend

Die Heimat der Wildform von Cichorium endivia ist der Mittelmeerraum. Weit über dieses Gebiet hinaus werden Sorten der Endivie als Salatpflanze kultiviert. In Mitteleuropa verwildert sie selten.
Die ökologischen Zeigerwerte nach Landolt et al. 2010 sind in der Schweiz: Feuchtezahl F = 3w (mäßig feucht aber mäßig wechselnd), Lichtzahl L = 4 (hell), Reaktionszahl R = 3 (schwach sauer bis neutral), Temperaturzahl T = 4+ (warm-kollin), Nährstoffzahl N = 4 (nährstoffreich), Kontinentalitätszahl K = 2 (subozeanisch).

## Anbau
In Europa wird Endiviensalat vor allem in Frankreich, Italien, den Niederlanden, in Deutschland und in der Schweiz angebaut. In den Alpen kann die Endivie noch in Höhenlagen von 1500 bis 2000 Metern angepflanzt werden.
In Deutschland sind fünf bis acht Sorten gängig, die in zwei Gruppen unterschieden werden:
- Escariol, Eskariol, Eskarol, Glatte Endivie, Winterendivie, Cichorium endivia L. var. latifolium Lam., mit breiten, dicken, ganzrandigen Blättern. Er ist am haltbarsten und für die Lagerung am besten geeignet. Sie bildet eine große, abgeflachte Rosette mit fast glatten, ungleichmäßig gezähnten, breiten Blättern mit dicken Rippen. Der Salatkopf ist halb geschlossen. Die äußeren Blätter sind grün gefärbt, das Salatherz ist heller, fast gelblich.
- Frisée, Krausblättrige Endivie, Cichorium endivia L. var. crispum Lam., ist für den Frischbedarf besser geeignet. Die Blätter sind stark geschlitzt, gekraust und gefiedert. Die inneren Blätter sind hellgrün bis gelb und zarter als die Außenblätter.

Für den Anbau am besten geeignet sind neutrale, lockere, kräftige Böden an sonnigen, geschützten Standorten.

## Verwendung
Die Endivie wird roh als Salat verzehrt, man kann Endivie aber auch warm wie Spinat oder Mangold zubereiten. Eine Spezialität im Rheinland ist Endivien untereinander. Dabei werden fein geschnittene Endivienstreifen zusammen mit angebratenen Speckwürfeln und Zwiebeln unter Kartoffelpüree gemengt und als Beilage zu Fleisch- oder Fischgerichten gegessen.

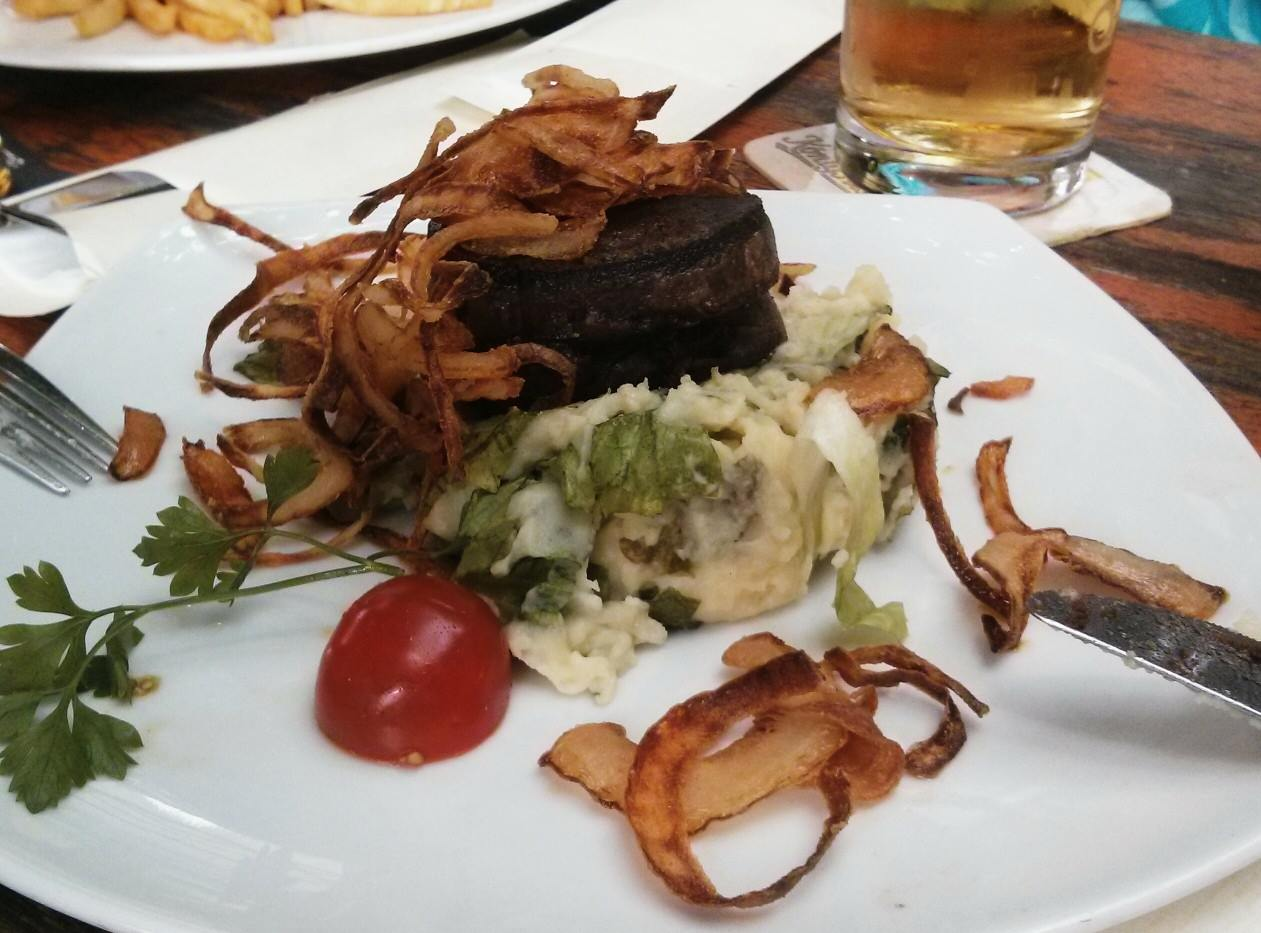
Endivien durcheinander

Der Salat ist heutzutage fast ganzjährig, vor allem von Mai bis Dezember, erhältlich. Der gelbe Herzanteil sollte mindestens ein Drittel des Salatkopfes ausmachen. Das macht die Ware qualitativ hochwertiger. In ein feuchtes Tuch eingeschlagen, hält sich dieser Salat im Gemüsefach des Kühlschrankes zwei bis drei Tage. Durch Lichtausschluss kann das Gelbwerden noch gefördert werden.

## Geschichte
Die Endivie (von lateinisch endivia) wird schon seit der Antike als Salat kultiviert. Als Stammpflanze wird Cichorium pumilum Jacq. = Cichorium endivia subsp. divaricatum (Schousb.) P.D.Sell vermutet, die in weiten Teilen des Mittelmeerraums verbreitet ist. Belegen lässt sich die Verwendung im Römischen Reich ab circa Christi Geburt, wo sie als intybus oder intubum bezeichnet wurde, und wo sie möglicherweise auch domestiziert wurde. Nach Plinius legte man die Endivie mit Salz und Essig ein, um sie später gekocht zu essen. In Frankreich war sie stark verbreitet. Über Burgund kam sie nach Deutschland. In der Renaissance-Zeit wird die Pflanze wieder erwähnt in den Kräuterbüchern von Hieronymus Bock und (als zahme scariol) Pietro Andrea Mattioli. Medizinische Verwendung fanden insbesondere die Endiviensamen.
Eine Nutzung im deutschsprachigen Raum im Mittelalter ist unsicher. Die Endivie wird zwar im Capitulare de villis Karls des Großen erwähnt, aber bis ins 12. Jahrhundert gibt es keinerlei Erwähnung. Im 13. Jahrhundert wird sie von Albertus Magnus erwähnt, er kann sie aber auf Studienreisen in Italien gesehen haben. Erst aus dem 16. Jahrhundert gibt es Abbildungen, die die Nutzung eindeutig belegen, und ebenso das Vorhandensein beider Hauptgruppen (bei Joachim Camerarius). Bereits Leonhart Fuchs stellt sie als „zahme“ Wegwarte in die Verwandtschaft der Wegwarten. Als kultivierte („zahme“) Art wurde die Endivie auch als Endivia vera sativa, Intybum sativum und Intybus hortensis bezeichnet (wohl im Gegensatz etwa zur endivia silvestris, vermutlich einer „Saudistel“, wie Acker-Gänsedistel oder Gemüse-Gänsedistel) oder eine Varietät der der Endivie oder der Gemeinen Wegwarte.

## Etymologie
Das Artepitheton „endivia“ und damit auch der deutschsprachige Trivialname gehen auf die Zeit der Kreuzfahrer zurück. Es entwickelte sich aus dem arabisch-italienischen endiv[i]a über das griechische entybon wahrscheinlich aus dem altägyptischen tybi „Januar“. Die Blätter wurden schon in der Antike als Wintersalat verwendet.

## Weitere Bezeichnungen

### Deutschsprachige Trivialnamen
Zur Bezeichnung der Endivie bestehen bzw. bestanden weitere oft nur regional verwendete deutschsprachige Trivialnamen: Adivie, Andiftsche (Pfalz), Antiffien (mittelhochdeutsch), Antifien (Schweiz, Oberbaden), Antify, Antivi (Österreich), Bindsalat, Buckele (Bern), Enduvie (mittelhochdeutsch), Frisée  (Schweizerdeutsch), Gänszungen, Gensetzungen, Gennsing, Kapuzinerbart, Saurüssel und Schiggeren (Bern).

### Französische Bedeutung der BegriffeEndivieundChicorée
Im Französischen wird die Endivie als „chicorée“ (f.) und der Chicorée als „endive(s)“ (f.) bezeichnet. Chicorée kann zudem die Bezeichnung für Zichorie sein, die zur Würzung von Kaffeegetränken oder als Kaffeeersatz dient.